# Contoy-sziget
A Contoy-sziget (spanyolul: Isla Contoy) Mexikó egyik lakatlan szigete a Karib-tengerben. Teljes területe a Contoy-sziget Nemzeti Parkhoz tartozik.
A szigetet a maják a posztklasszikus korban halászati célból látogatták. Neve is a maja nyelvből származik, de hogy pontosan melyik szavakból, arra két elmélet is van. Az egyik szerint a „pelikán” jelentésű pontó szóból, a másik szerint a kom („sekély, alacsony”) és a to’oy („menedékhely”) szavak összetételéből.

## Földrajz
A több mint 8 km hosszú, de csak néhány száz méter széles, nagyjából észak–déli irányban húzódó sziget Mexikó délkeleti, Quintana Roo szövetségi állam északkeleti partjainál található, a szárazföldtől valamivel több mint 12 km távolságra. Többhelyütt lagúnákkal tagolt partvidékein homokdűnék és mangroveerdők húzódnak, területének nagy részét kókuszpálma-erdők borítják. A sziget szinte teljesen sík, legmagasabb pontja 12 méter körül van a tenger szintje felett. A parti vizekben hínármezők és korallzátonyok is előfordulnak, köztük a szigettől délre található Ixlaché-korallzátony, amely már a világ második legnagyobb korallzátonyrendszeréhez, a Nagy Mezoamerikai Zátonyhoz tartozik.

## A nemzeti park
A 230 hektáros szárazföldi területtel rendelkező, a sziget körüli tengeri részeket is beleszámítva 4896,25 hektáros nemzeti parkot 1998. február 2-án alapították, bár a terület már 1961 óta védett. A Karib-térség Mexikóhoz tartozó részének legfontosabb tengerimadár-fészkelő helyszíne (téltől kezdve több mint 10 000 madár gyűlik össze a szigeten), ezért 2003 óta a Ramsari egyezmény is védi.
A terület legnagyobb értékét állatvilága jelenti. Bár az emlősök egyáltalán nincsenek jelen a szigeten, de a hüllő- és madárvilág ritka fajokban gazdag. Jellemző hüllők az álcserepesteknős, a közönséges cserepesteknős, a közönséges levesteknős, a kérgesteknős, a hegyesorrú krokodil és a közönséges óriáskígyó, míg 152 madárfaja közül a pompás fregattmadár, a füles kárókatona, a fehérhasú szula brewsteri alfaja, a barna gödény, a kacagó sirály, a vörhenyes kócsag, a királycsér, a fehérsapkás galamb és a füles kárókatona az említésre méltó. A hideg  tengeráramlatoknak köszönhetően a partmenti vizek planktonban és halban is gazdagok, valamint jelen van a cetcápa és az atlanti tőrfarkú rák is. Jacques-Yves Cousteau tengerbiológus itt forgatta dokumentumfilmjét a languszták tengerfenéki vándorlásáról. A megfigyelt növényfajok száma 98.
A lakatlan szigetet turisták csak korlátozott számban látogathatják: egy nap legfeljebb 200-an, és ők is csak szervezett keretek között. Számukra egy látogatóközpontot alakítottak ki múzeummal, 20 méter magas kilátótoronnyal, egy madármegfigyelővel és két étkezőpalapával. Az energiaellátásról egy szél- és napenergiát felhasználó telep gondoskodik, az ivóvizet az esővízből nyerik.

## Képek

Panorámakép
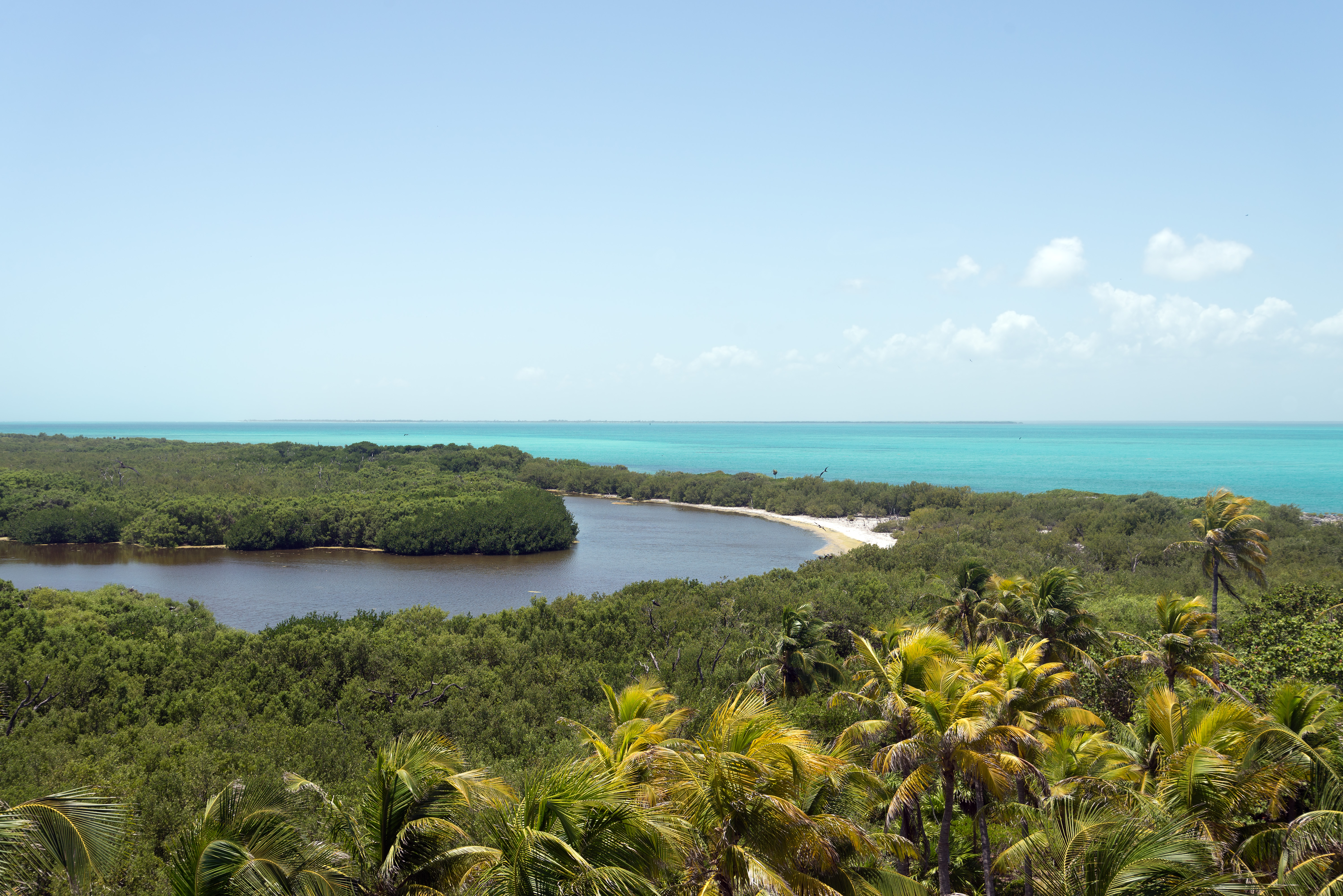
A sziget egy része
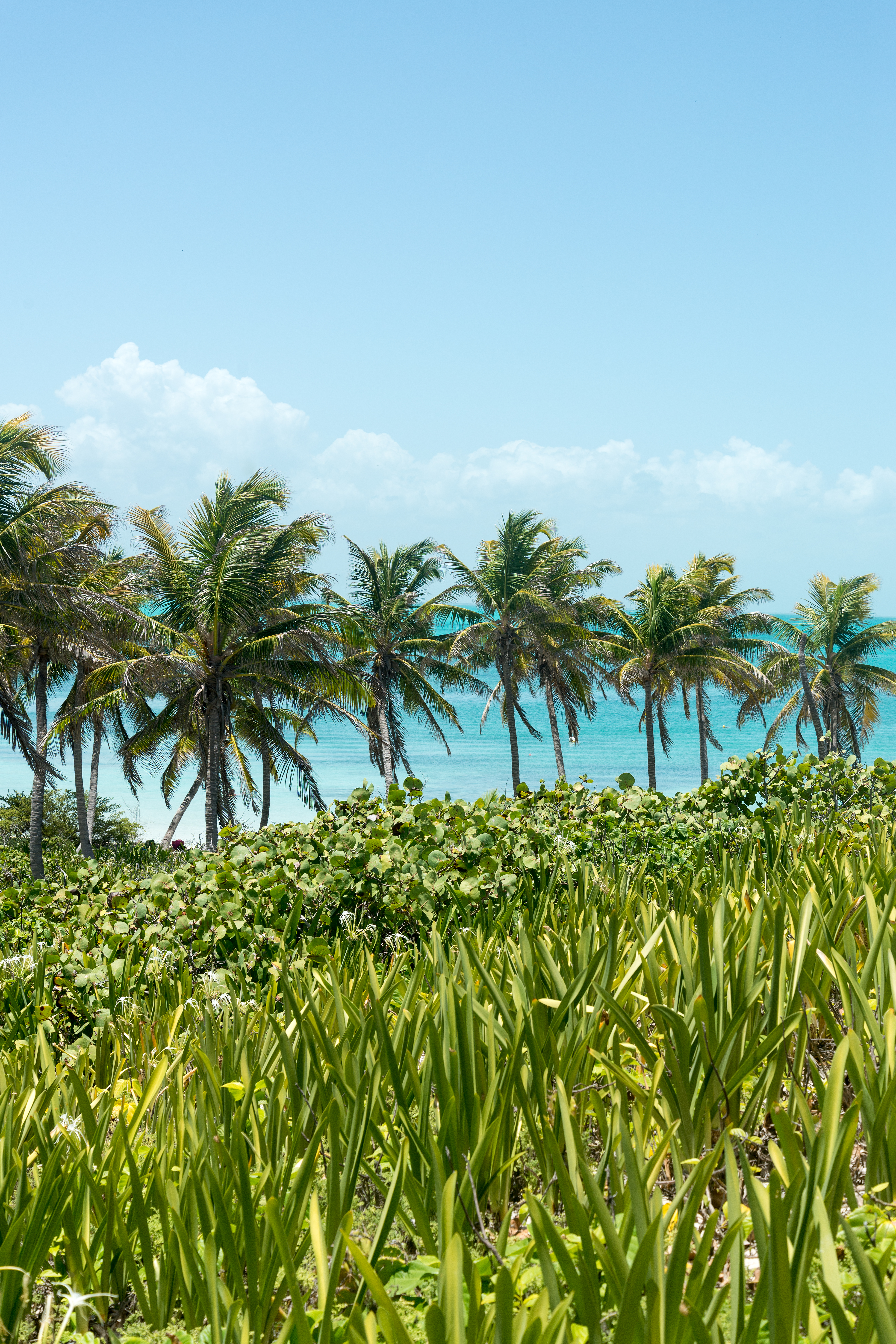
Pálmafák a parton
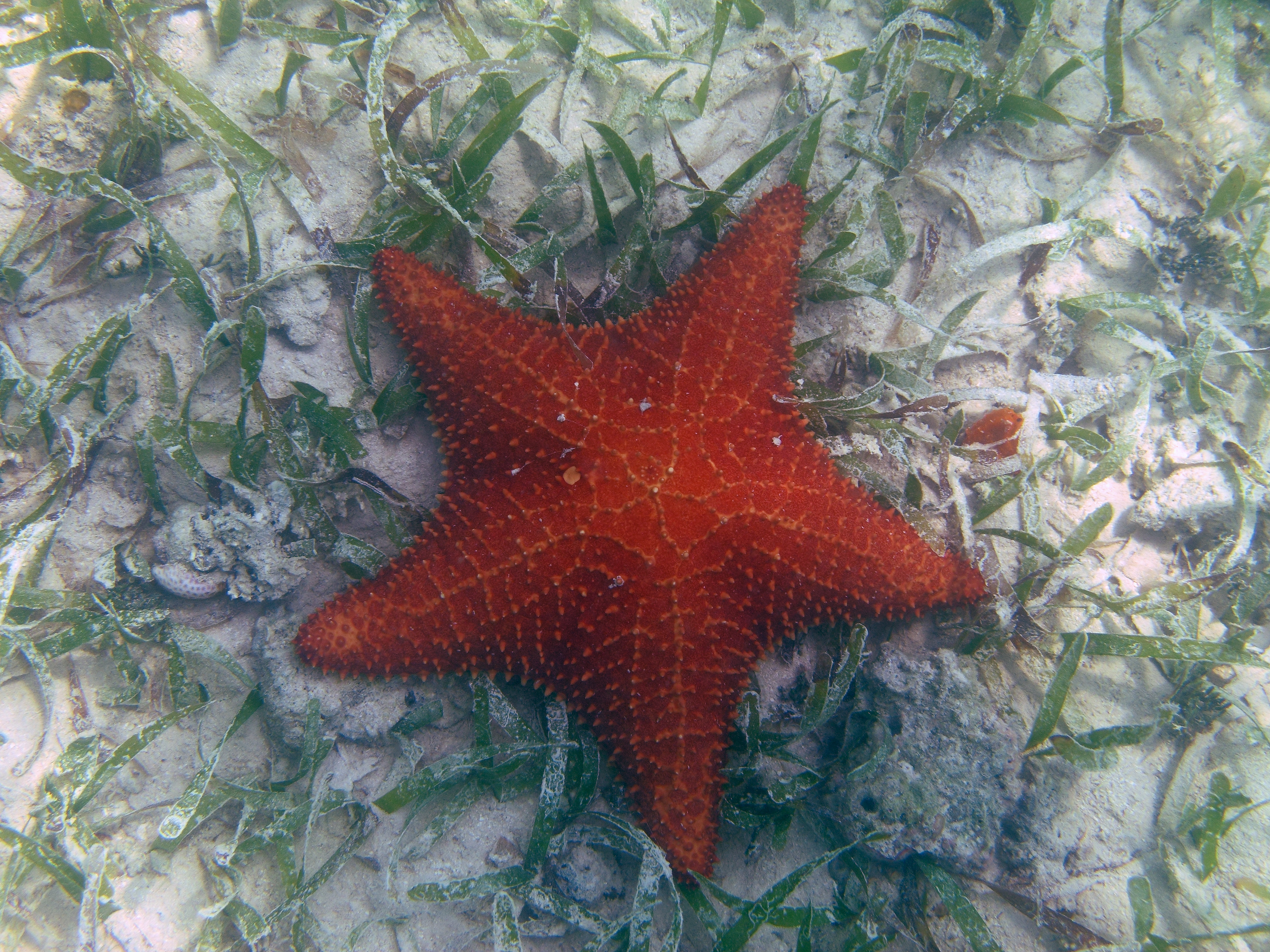
Tengeri csillag